# Piz Morteratsch

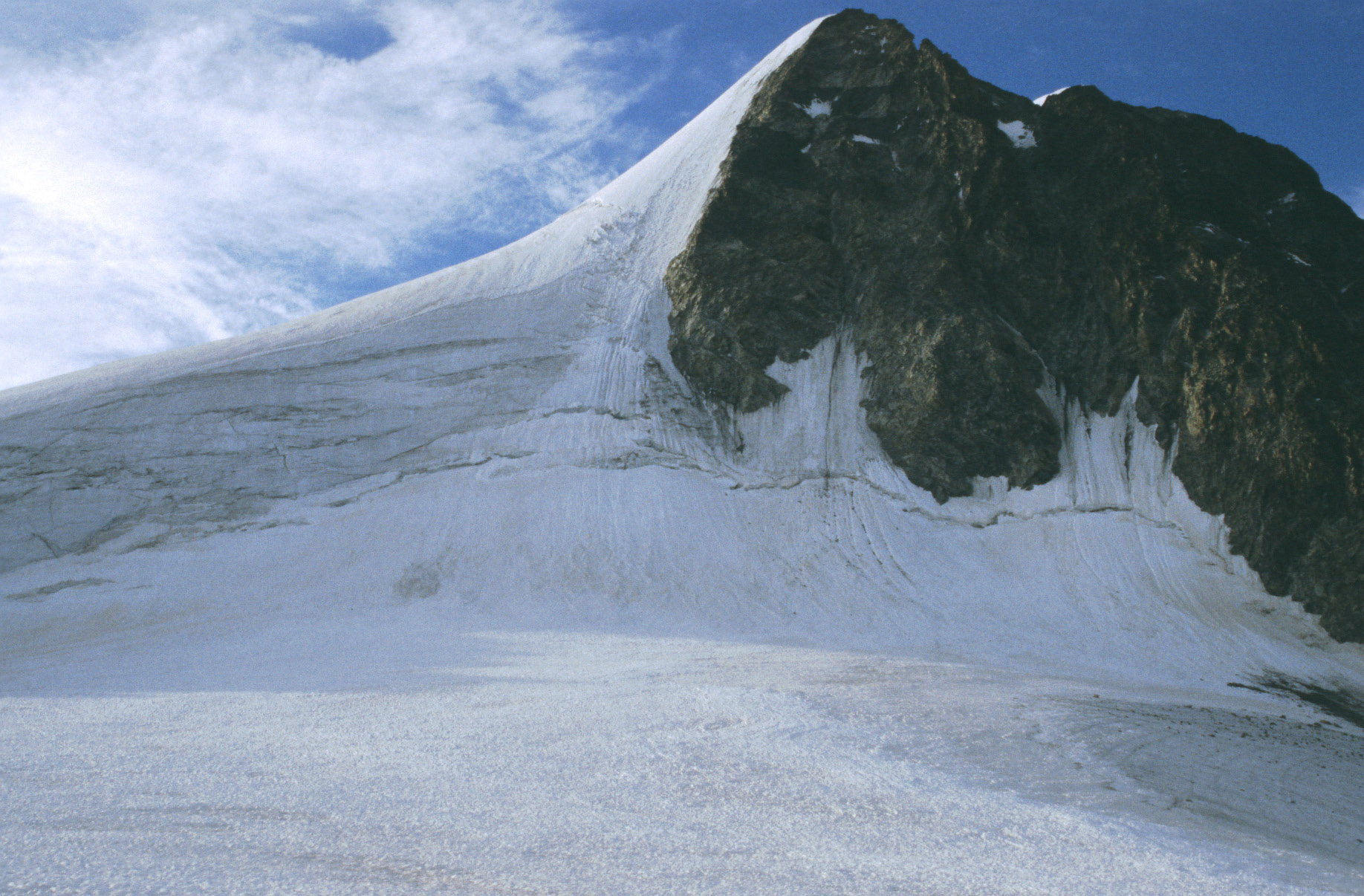
Piz Morteratsch od północy

Piz Morteratsch − szczyt w Masywie Berniny w Szwajcarii. Znajdują się tam dwa lodowce: Morteratsch na wschodzie oraz Tschierva na południowym zachodzie.
Na zboczach gry znajdują się 2 schroniska: Boval (2495 m n.p.m., otwarte od 15 marca do 15 maja i od 15 czerwca do 15 października) oraz Tschierva (2573 m n.p.m., czynne od końca marca do 15 maja i od 15 czerwca do 15 października).
Pierwszego wejścia dokonali 11 września 1858, C. Brügger i P. Gensler z dwoma przewodnikami: Karlem Emmermann i Angelo Klaingutti.